# Ponto de inflexão

Gráfico de y = x³ com ponto de inflexão em (0,0), também um "ponto de sela".

Em cálculo diferencial, um ponto de inflexão ou simplesmente inflexão, é um ponto sobre uma curva na qual a curvatura (a derivada de segunda ordem) troca o sinal. A curva muda de ter curvatura côncava para cima (positiva) para concavidade para baixo (curvatura negativa), ou vice-versa. Pode-se comparar com a condução de um veículo ao longo de uma estrada sinuosa, sendo o ponto de inflexão aquele em que o volante é momentaneamente "endireitado" quando a curva muda da esquerda para a direita ou vice-versa.